# Brøknipa
Brøknipa, også kendt som Bruviknipa, er en bjergtop på Osterøy. Bjerget ligger ovenfor bygden  Bruvik og stiger brat op fra 
Sørfjorden. Toppen, der er 822 moh.  er den næsthøjeste på Osterøy efter Høgafjellet og populær blandt vandrere. Toppen er let tilgængelig både fra Bruvikdalen, Skaftå og Hovden. Fra Hovden er der en tur på tre til fire timer til Brøknipa. 
60°29′03″N 5°39′5″Ø / 60.48417°N 5.65139°Ø